# بينيامين بيلوت
بينيامين بيلوت (بالألمانية: Benjamin Bellot)‏ (30 يوليو 1990 بلايبزيغ في ألمانيا - ) هو لاعب كرة قدم ألماني (وحمل سابقاً جنسية ألمانيا الشرقية) في مركز حراسة المرمى. لعب مع آر بي لايبزيغ وساتشسين لايبزيغ.

## روابط خارجية
- بينيامين بيلوت على موقع قاعدة بيانات كرة القدم.إي يو (الإنجليزية)
- بينيامين بيلوت على موقع بيانات كرة القدم. دي إي (الألمانية)
- بينيامين بيلوت على موقع Soccerway.com (الإنجليزية)
- بينيامين بيلوت على موقع عالم كرة القدم.نت (الإنجليزية)
- بينيامين بيلوت على موقع AS.com (الإسبانية)